# Herwarth Röttgen
Herwarth Röttgen (geboren 1931 in Weimar) ist ein deutscher Kunsthistoriker.

## Leben
Herwarth Röttgen wuchs in Weimar auf und machte 1950 Abitur am humanistischen Wilhelm-Ernst-Gymnasium. Danach studierte er Kunstgeschichte, Klassische Archäologie und Vor- und Frühgeschichte in Marburg und München und wurde 1958 in Marburg mit einer Dissertation über Konrad Witz promoviert. 1958 bis 1961 war er Volontär am Germanischen Nationalmuseum Nürnberg und kuratierte den Ausstellungskatalog des Germanischen Nationalmuseums zum Deutschen Evangelischen Kirchentag München 1959. Von 1961 bis 1974 war er Stipendiat der Deutschen Forschungsgemeinschaft und Wissenschaftlicher Mitarbeiter an der Bibliotheca Hertziana Rom.
Röttgen wurde 1974 Wissenschaftlicher Rat und Professor an der Universität Göttingen und ab 1977 Professor und Direktor des Instituts für Kunstgeschichte an der Universität Stuttgart. Zwischen 1984 und 1988 war er Vorsitzender des Verbandes Deutscher Kunsthistoriker und von 1990 bis 1991 Dekan der Fakultät Geschichts-, Sozial- und Wirtschaftswissenschaften. Röttgen wurde 1997 emeritiert.
Röttgen schrieb zahlreiche Publikationen zur deutschen Spätgotik, zum Barock und Historismus und zur italienischen Kunst vom 16. bis 19. Jahrhundert. Er ist Ehrenbürger der Stadt Arpino in der Provinz Frosinone in Italien.
Röttgen ist verheiratet mit der Logopädin Marion Hermann-Röttgen.

## Schriften (Auswahl)
- Konrad Witz. Analyse und Geschichte seiner Farbengebung. Marburg, Phil. F., Diss. 1958
- Il cavalier d’Arpino. Ausstellungskatalog Rom, Palazzo Venezia, 1973. Rom: De Luca, 1973
- Caravaggio, der irdische Amor oder der Sieg der fleischlichen Liebe. Frankfurt am Main: Fischer-Taschenbuch-Verlag, 1992, ISBN 978-3-596-23966-5
- (Hrsg.): Jacob Hess: Giovanni Baglione. Le vite de’pittori, et scvltori et architetti : dal pontificato di Gregorio XIII del 1572 in fino a’tempi di Papa Urbano Ottavo nel 1642. Text und Kommentar. 3 Bände. Rom: Biblioteca Apostolica Vaticana, 1995, ISBN 88-210-0661-1
- Cavalier Giuseppe Cesari D’Arpino. Die Zeichnungen. Werkverzeichnis. Stuttgart: Opus Magnum, 2013
- Erleben – Erinnern – Erzählen. Eine Jugend in Weimar 1931 bis 1950. Stuttgart: opus magnum, 2017, ISBN 978-3-95612-110-4